# Gymnosiphon usambaricus
Gymnosiphon usambaricus là một loài thực vật có hoa trong họ Burmanniaceae. Loài này được Engl. mô tả khoa học đầu tiên năm 1894.